# Malia (oiseau)
Genre
Malia est un genre monotypique de passereaux de la famille des Locustellidae. Il comprend une seule espèce.

## Répartition
Ce genre est endémique de l'île de Célèbes.

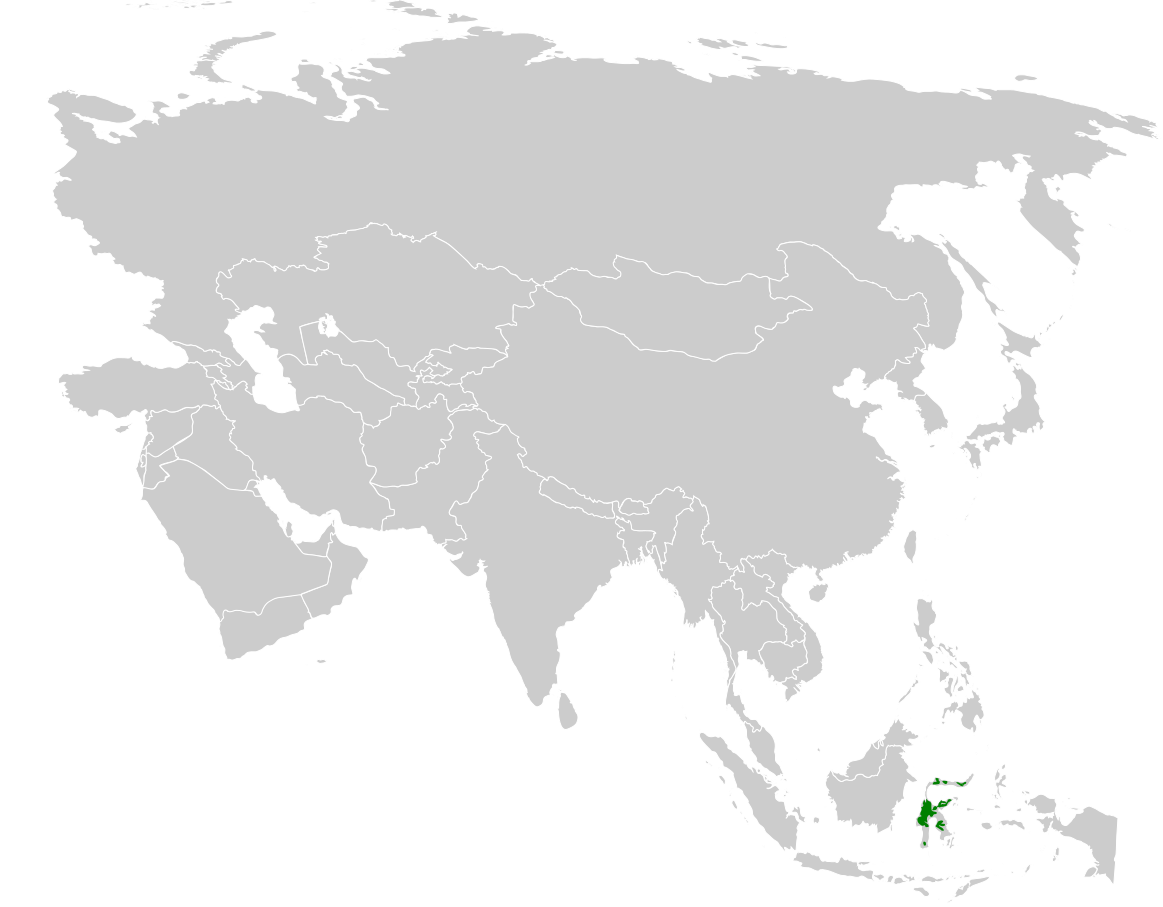
Répartition de Malia.

## Liste alphabétique des espèces
Selon la classification de référence du Congrès ornithologique international (version 8.2, 2018) :
- Malia grata Schlegel, 1880 — Malia des Célèbes
  - Malia grata grata Schlegel, 1880
  - Malia grata recondita Meyer, AB & Wiglesworth, 1894
  - Malia grata stresemanni Meise, 1931

## Taxonomie
Avant 2018, ce genre faisait partie de la famille des Pycnonotidae, la classification de référence du Congrès ornithologique international (version 8.2, 2018) l'a rattaché à la famille des Locustellidae à la suite de plusieurs études phylogénétiques,,.